# Oberleitungsbus Athen/Piräus

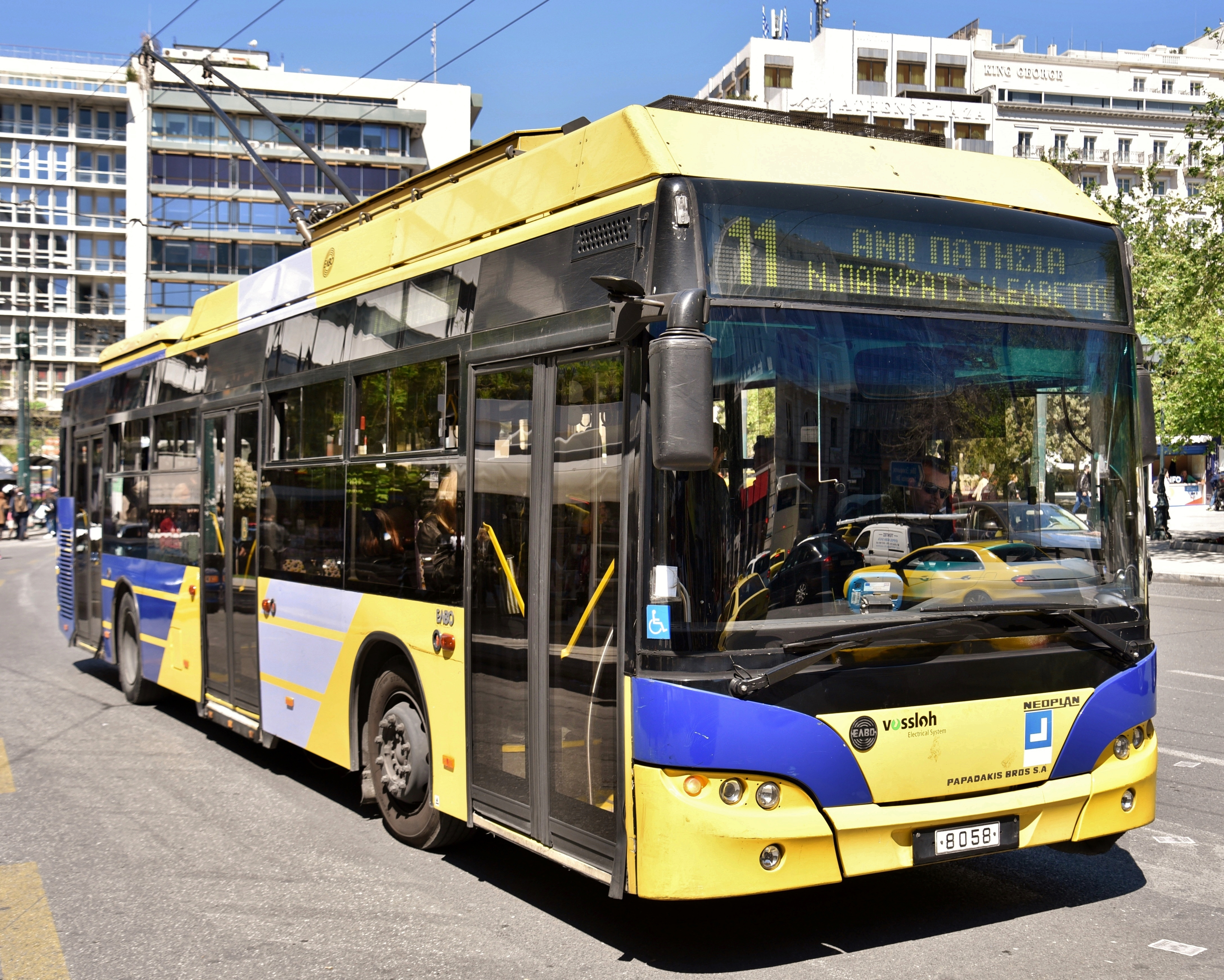
Ein OSY Neoplan Trolleybus, Nr. 8058, auf dem Syntagma-Platz, Athen (April 2019)

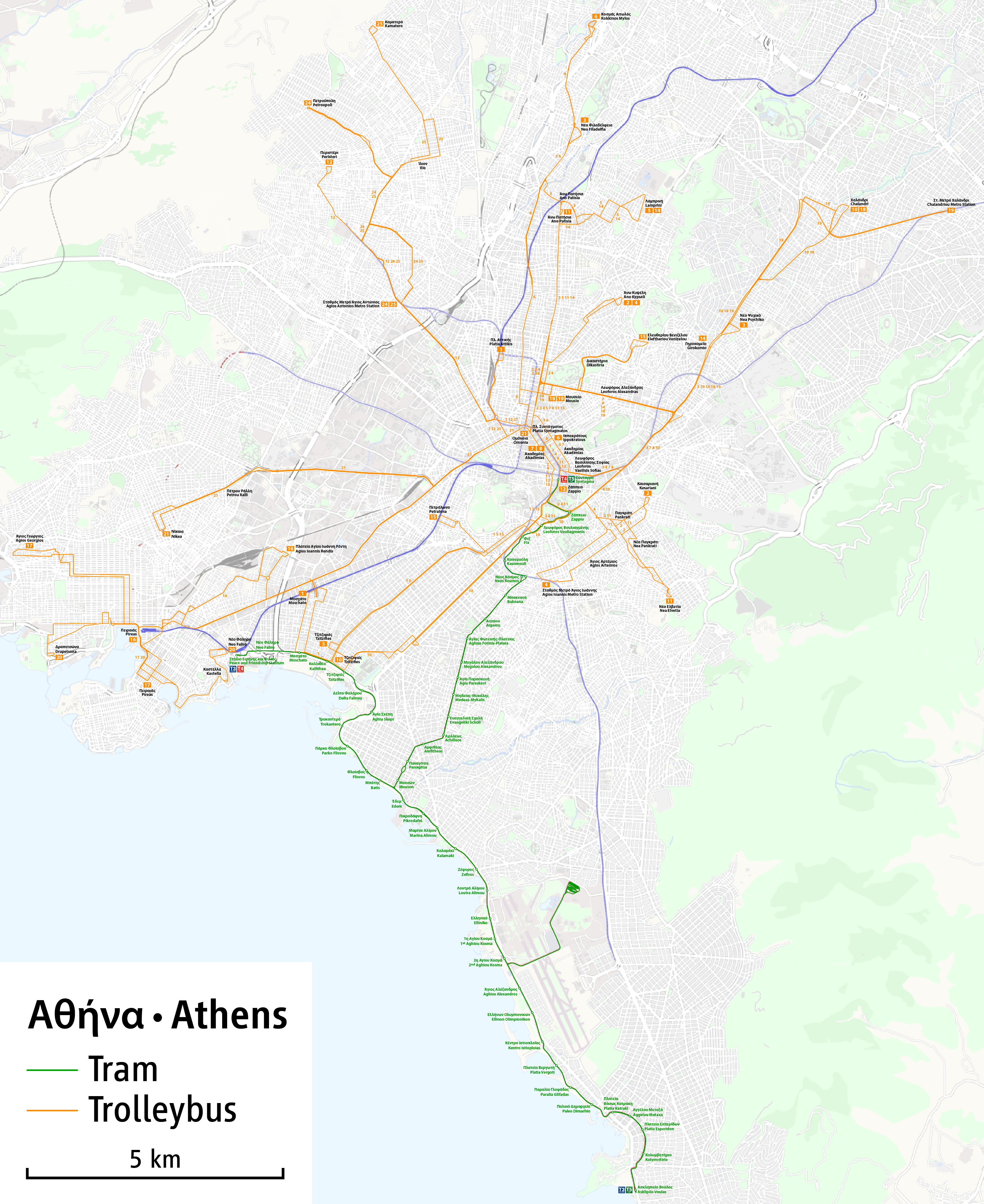
Netzplan

Der Oberleitungsbus Athen/Piräus (griechisch Τρόλεϊ) ist der einzige Oberleitungsbus-Betrieb in Griechenland. Ursprünglich handelte es sich dabei um zwei eigenständige Netze in der Hafenstadt Piräus und in der benachbarten Hauptstadt Athen. 1988 wurden sie miteinander verbunden und werden seither gemeinsam betrieben, unternehmerisch waren sie bereits zuvor vereinigt. Heute verkehren in beiden Städten zusammen 366 Trolleybusse, diese sind in vier verschiedenen Depots beheimatet und bedienen insgesamt 22 Linien. Davon befinden sich drei in Piräus. Der Oberleitungsbus Athen/Piräus gilt als größter Obus-Betrieb in der Europäischen Union, noch vor dem Netz in San Francisco ist er zudem der größte der westlichen Welt.
Der Obus-Betrieb in beiden Städten wurde ursprünglich vom 1929 gegründeten britischen Privatunternehmen Hellenic Transportation Company (Η.Ε.Μ. Ηλεκτρική Εταιρεία Μεταφορών) geführt, ehe das am 14. Dezember 1970 gegründete staatliche Verkehrsunternehmen ILPAP Ilektrokinita Leoforia Periochis Athinon – Pireos (Η.Λ.Π.Α.Π. Ηλεκτροκίνητα Λεωφορεία Περιοχής Αθηνών – Πειραιώς) die Verantwortung übernahm. Hierbei handelte es sich um eine reine Trolleybusgesellschaft. Diese wiederum wurde zum 5. Juli 2011 mit dem Stadtbusunternehmen EThEL (Ε.ΘΕ.Λ.) zum neuen Unternehmen OASA Organismos Astikon Synginonion Athinon (Ο.Α.Σ.Α. Οργανισμός Αστικών Συγκοινωνιών Αθηνών) fusioniert.

## Geschichte

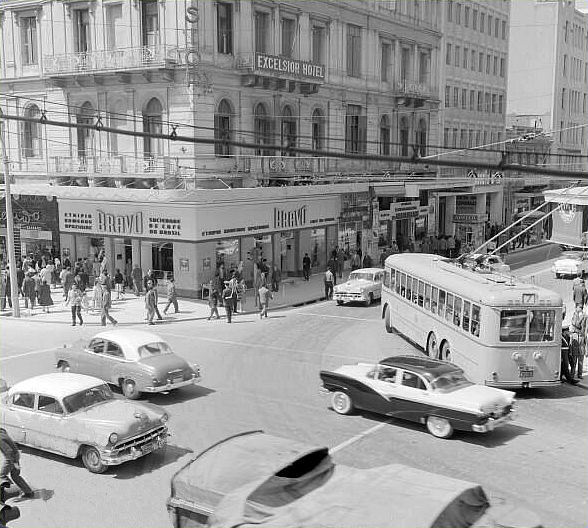
Ein Wagen der Linie 7 in den 1960er Jahren auf dem zentralen Omonia-Platz

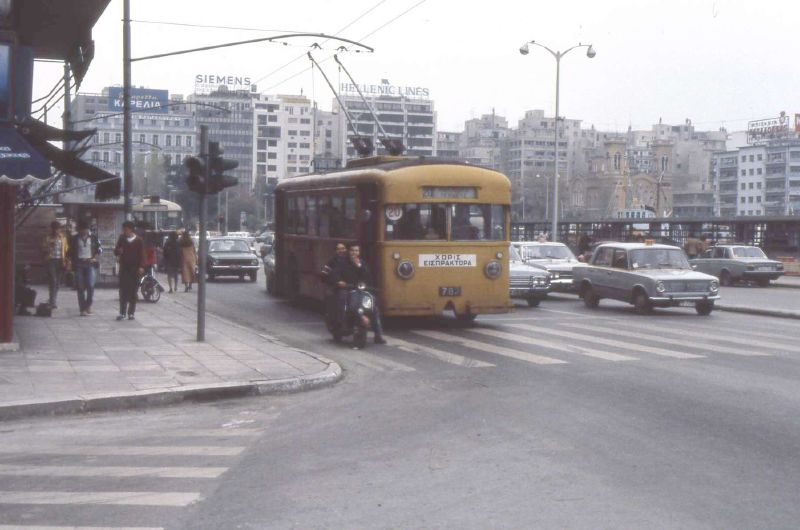
1981: die Linie 20 in Piräus

Der Obusverkehr in Piräus sollte bereits 1940 aufgenommen werden, auch die Fahrzeuge waren schon vorhanden. Bedingt durch den Zweiten Weltkrieg und den anschließenden Griechischen Bürgerkrieg verzögerte sich die Inbetriebnahme jedoch noch bis 1948. Anfangs existierte in Piräus nur die Linie 20, erst 1988 folgten die Linien 16 und 17.
Der Athener Obusbetrieb wurde am 27. Dezember 1953 eröffnet und ersetzte sukzessive die alte Straßenbahn Athen, bis deren letzte Linie 1960 stillgelegt wurde. Ab den 1970er Jahren wurde das ursprünglich aus nur fünf Linien bestehende Athener Netz aus Umweltschutzgründen stark ausgebaut. Im Zuge der 1988 erfolgten Verlängerung der Linie 1 nach Moschato entstand dabei mittels einer gut einen Kilometer langen Betriebsstrecke zur Linie 20 in Piräus auch die erste Verknüpfung beider Netze. 1990 folgte mit der Verlängerung der Linie 21 nach Nikea eine zweite Verknüpfung, an der Agias Annis-Straße konnte einige Jahre lang direkt auf die Linie 16 aus Piräus umgestiegen werden. Nachdem letztere zur Straße Agios Ioannis Rendis verkürzt und der Restabschnitt in eine Betriebsstrecke umgewandelt wurde, haben die beiden Netze im regulären Linienverkehr jedoch keinen gemeinsamen Verknüpfungspunkt mehr.

## Linien
| Linie | Strecke | maximale Umlaufzeit | Teilnetz |
| ----- | --- | ------------------- | -------- |
| 01    | Platia Attikis ↔ Omonia ↔ Platia Syntagmatos ↔ Tzitzifies ↔ Moschato                                                        | 145 Minuten         | Athen    |
| 02    | Ano Kypseli ↔ Kypseli ↔ OTE ↔ Omonia ↔ Platia Klafthmonos ↔ Platia Syntagmatos ↔ Pankrati ↔ Kesariani                       | 110 Minuten         | Athen    |
| 03    | Nea Filadelfia ↔ Ano Patisia ↔ Akadimias ↔ Girokomio                                                                        | 150 Minuten         | Athen    |
| 04    | Ano Kypseli ↔ Kypseli ↔ OTE ↔ Omonia ↔ Platia Klafthmonos ↔ Platia Syntagmatos ↔ Agios Artemios ↔ Kasomouli ↔ Agios Ioannis | 130 Minuten         | Athen    |
| 05    | Lamprini ↔ Ano Patisia ↔ Omonia ↔ Platia Syntagmatos ↔ Tzitzifies                                                           | 170 Minuten         | Athen    |
| 06    | Kokkinos Mylos ↔ Nea Filadelfia ↔ Ippokratous                                                                               | 120 Minuten         | Athen    |
| 07    | Akadimias → Leoforos Alexandras → Leoforos Vasilisis Sofias → Akadimias (Rundlinie)                                         | 048 Minuten         | Athen    |
| 08    | Akadimias → Leoforos Vasilisis Sofias → Leoforos Alexandras → Akadimias (Rundlinie)                                         | 048 Minuten         | Athen    |
| 10    | Chalandri ↔ Girokomio ↔ Tzitzifies                                                                                          | 142 Minuten         | Athen    |
| 11    | Ano Patisia ↔ Omonia ↔ Platia Syntagmatos ↔ Nea Pankrati ↔ Nea Elvetia                                                      | 130 Minuten         | Athen    |
| 12    | Peristeri ↔ Agios Antonios ↔ Omonia ↔ Platia Syntagmatos ↔ Zappio                                                           | 120 Minuten         | Athen    |
| 13    | Lamprini ↔ Akadimias ↔ Girokomeio ↔ Nea Psychiko                                                                            | 165 Minuten         | Athen    |
| 14    | Platia Papadiamanti ↔ Leoforos Alexandras ↔ Girokomio                                                                       | 120 Minuten         | Athen    |
| 15    | Eleftheriou Venizelou ↔ Dikastiria ↔ Omonia ↔ Platia Syntagmatos ↔ Petralona                                                | 105 Minuten         | Athen    |
| 16    | Pireas ↔ Agios Ioannis Rendis                                                                                               | 050 Minuten         | Piräus   |
| 17    | Pireas ↔ Agios Georgios | 064 Minuten         | Piräus   |
| 18    | Mousio ↔ Leoforos Alexandras ↔ Girokomio ↔ Chalandri                                                                        | 115 Minuten         | Athen    |
| 19    | Mousio ↔ Leoforos Alexandras ↔ Girokomio ↔ Chalandri ↔ Chalandriou                                                          | 140 Minuten         | Athen    |
| 20    | Drapetsona ↔ Pireas ↔ Kastella ↔ Neo Faliro                                                                                 | 085 Minuten         | Piräus   |
| 21    | Nikea ↔ Petrou Ralli ↔ Omonia                                                                                               | 092 Minuten         | Athen    |
| 24    | Agios Antonios ↔ Ilio ↔ Petroupoli                                                                                          | 064 Minuten         | Athen    |
| 25    | Agios Antonios ↔ Ilio ↔ Kamatero                                                                                            | 066 Minuten         | Athen    |

Zentrum des Athener Trolleybusnetzes ist die von Südosten nach Nordwesten verlaufende Einbahnstraße Leoforos Eleftheriou Venizelou zwischen dem Syntagma-Platz und dem Omonia-Platz. In der Gegenrichtung werden die südwestlich beziehungsweise nordöstlich gelegenen Parallelstraßen Stadiou und Akadimias befahren.
Aufgrund der Vielzahl von Einbahnstraßen in Athen und Piräus verlaufen die Linien oftmals in großzügigen Schleifen oder haben auf Hin- und Rückweg teilweise andere Fahrwege. Darüber hinaus kommen die O-Busse im dichten Verkehr meist nur sehr langsam voran, weshalb sich nicht selten Fahrzeiten von über einer Stunde je Fahrtrichtung ergeben.
Im Athener Netz erschließen alle O-Buslinien das Stadtzentrum, mit Ausnahme der östlich am Zentrum vorbeiführenden Tangentiallinie 10 und den im Westen der Stadt gelegenen Linien 24 und 25. Letztere verbinden Petroupoli, Kamatero und Ilio mit der in Peristeri gelegenen Station Agios Antonius der Athener Metro. Außerdem besteht hier Anschluss zur Radiallinie 12 in Richtung Stadtmitte.

## Fahrzeuge

### Ehemalige
Zum Einsatz kamen anfangs Trolleybusse, die von Italien als Reparationsleistungen geliefert wurden. Später folgten einige baugleiche Exemplare von stillgelegten italienischen Obus-Betrieben. Sowohl in Piräus als auch in Athen wurden die italienischen Obusse ab Ende der 1970er Jahre durch sowjetische ersetzt. Im Juni 1993 wurden die letzten italienischen Wagen ausgemustert.
Ein Teil der sowjetischen Wagen wurde nach ihrer Ausmusterung an den Oberleitungsbus Belgrad in Serbien (30 Stück im Jahr 2005) und den Oberleitungsbus Tbilissi in Georgien (ab 1999, insgesamt 37 Stück) abgegeben. Die Tbilissier Wagen wurden nach der 2006 erfolgten Betriebseinstellung noch an georgische Provinzbetriebe weitergereicht. Mittlerweile sind auch diese stillgelegt, so dass in Georgien keine ehemals griechischen Obusse mehr verkehren.
|  | Nummern                         | Stück | Hersteller                | Elektrik             | Typ     | Art                   | Baujahre  | Bemerkungen |
|  | ------------------------------- | ----- | ------------------------- | -------------------- | ------- | --------------------- | --------- | --- |
|  | 700–712                         | 012   | Fiat                      | CGE                  | 656F    | Solowagen             | 1939      | für Piräus beschafft, kriegsbedingt erst 1948 in Betrieb genommen, Wagen 704 als Museumswagen erhalten, jedes Jahr zu Palmsonntag im Einsatz |
|  | 1001–1080                       | 080   | Alfa Romeo / Casaro       | CGE                  | 140 AF  | Solowagen, dreiachsig | 1953–1954 | einer als Museumswagen erhalten |
|  | 1081–1126                       | 046   | Lancia / Casaro / Tubocar | CGE                  | F79     | Solowagen             | 1960      | einer als Museumswagen erhalten |
|  | 1127                            | 01    | Lancia / Biamax           | CGE                  | F600    | Solowagen             | 1968      | Prototyp, als Museumswagen erhalten |
|  | 1128–1135, 1148–1154            | 015   | Alfa Romeo / Casaro       | CGE                  | 140 AF  | Solowagen, dreiachsig | 1959      | 1972–1975 gebraucht aus Florenz übernommen                                                                                                   |
|  | 1136–1139                       | 04    | Lancia / Pistoiesi        | CGE                  | V11     | Solowagen             | 1959      | 1972 gebraucht aus Florenz übernommen, einer als Museumswagen erhalten                                                                       |
|  | 1140–1147                       | 08    | Lancia / Menarini         | CGE                  | 101.05  | Solowagen             | 1964      | 1973–1974 gebraucht aus Caserta übernommen                                                                                                   |
|  | 2001–2178, 3001–3080, 5001–5100 | 358   | Sawod imeni Urizkowo      | Sawod imeni Urizkowo | SiU-9   | Solowagen             | 1977–1991 | 3077 vor Ort und 5088 im East Anglia Transport Museum als Museumswagen erhalten                                                              |
|  | 4001                            | 01    | Sawod imeni Urizkowo      | Sawod imeni Urizkowo | SiU-683 | Gelenkwagen           | 1986      | als Museumswagen erhalten |

### Heutige
1999 begann ein umfangreiches Modernisierungsprogramm, das – auch in Hinblick auf die Olympischen Sommerspiele 2004 – einen Ersatz der gesamten Flotte umfasste. Es wurden moderne Trolleybusse der Hersteller Neoplan und Van Hool beschafft, mittlerweile sind alle planmäßig eingesetzten Wagen niederflurig:
|  | Nummern   | Stück | Hersteller             | Elektrik | Typ   | Art         | Baujahre  |
|  | --------- | ----- | ---------------------- | -------- | ----- | ----------- | --------- |
|  | 6001–6112 | 112   | Neoplan / ELBO         | Kiepe    | N6014 | Solowagen   | 1999–2000 |
|  | 7001–7112 | 112   | Van Hool / Sfakianakis | Alstom   | A300T | Solowagen   | 1999–2001 |
|  | 8001–8091 | 091   | Neoplan / ELBO         | Kiepe    | N6216 | Solowagen   | 2004      |
|  | 9001–9051 | 051   | Neoplan / ELBO         | Kiepe    | N6221 | Gelenkwagen | 2004      |

## Depots

### In Betrieb
Aktuell existieren vier Trolleybus-Betriebshöfe:
- Kokkinos Mylos (Κόκκινος Μύλος)

In der nördlich von Athen gelegenen Vorstadt Nea Filadelfia befindet sich unweit der nördlichen Endhaltestelle der Linie 6 in Kokkinos Mylos der größte O-Bus-Betriebshof im Athener Netz. Neben einer mehrgeschossigen, teils überdachten Abstellanlage befinden sich auch Werkstätten und ein Verwaltungsgebäude auf dem Betriebsgelände.
- Platia Attikis (Πλατεία Αττικής)

Neben der Metrostation Attikis gelegen befindet sich der Betriebshof unweit der nördlichen Endhaltestelle der Linie 1 im Nordwesten der Athener Innenstadt.
- Agia Triada (Αγία Τριάδα)

Im Südwesten des Stadtzentrums an der Linie 21 gelegen ist das Depot an der Straße Pireos das älteste im Athener Netz und war das Depot der alten Athener Straßenbahn. Die überdachte, teilweise offene Abstellhalle ist auf der Straßenseite mit Motiven zum Thema O-Bus bunt bemalt.
- Piraeus (Πειραιάς)

Für das Teilnetz in der südlich gelegenen Hafenstadt befindet sich ein kleiner Betriebshof unweit der östlichen Endstation der Linie 20 an der Straße Megalou Alexandrou. Während die Oberleitungsbusse im Freien abgestellt werden existiert auf dem Gelände auch eine überdachte Wartungshalle.

### Im Bau
Darüber hinaus wird aktuell ein neues Depot in Betrieb genommen, welches den unweit östlich gelegenen Betriebshof Agia Triada ersetzen soll:
- Rouf (Ρουφ)

Westlich des Stadtzentrums an der Straße Salaminias gelegen wird Rouf bei seiner Inbetriebnahme das modernste Athener Depot werden. Insgesamt ist Platz für rund 140 Wagen vorgesehen, darüber hinaus befindet sich eine Werkstatt auf dem Depotgelände. Auf dem Dach des Betriebsgebäudes ist eine leistungsfähige Photovoltaikanlage installiert. Der Zulaufverkehr kann über die Oberleitungen der in unmittelbarer Nähe vorbeiführenden Linie 21 erfolgen.

## Weblinks

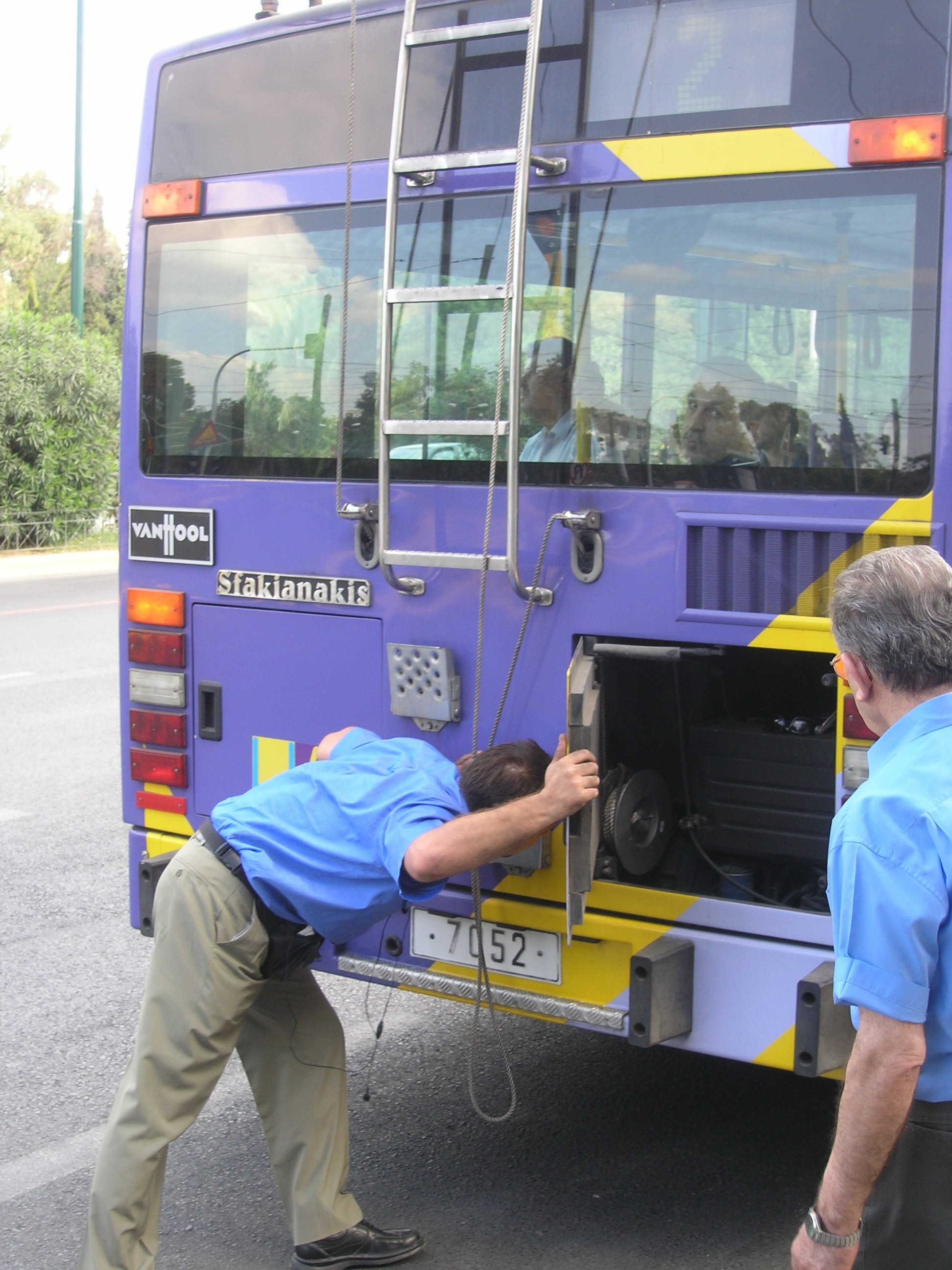
Stangenentgleisung